# 524
Cette page concerne l'année 524  du calendrier julien. Pour l'année 524 av. J.-C., voir 524 av. J.-C. Pour le nombre 524, voir 524 (nombre).
L'année 524 est une année bissextile qui commence un lundi.

## Événements
- 1er mai : Sigismond est exécuté avec sa femme et ses deux fils sur ordre de Clodomir. Leurs corps sont jetés dans un puits[1].
- 20 juin : Bataille du mur de Thaldrök, défaite des troupes d'Helmgar et disparition d'Hélécanthe.
- 25 juin : défaite des rois Francs Clodomir, Childebert Ier, Clotaire Ier et Thierry Ier à la bataille de Vézeronce, dans l'Isère lors de la deuxième expédition menée contre les Burgondes et leurs alliés Ostrogoths[2].
  - Clodomir trouve la mort au cours de la bataille ; Clotaire et Childebert assassinent ses fils, Theudoald et Gontaire, puis se partagent leur héritage. Clodoald échappe au massacre pour entrer dans les ordres (il fonde ensuite le monastère de Saint-Cloud)[2].
  - Le nouveau roi burgonde Godomar III, qui a succédé à son frère Sigismond, garde son royaume de Burgondie[2].

- Justinien, futur empereur byzantin épouse Théodora[3].
- Par un édit publié vraisemblablement à la fin de l'année, l'empereur d'Orient Justin ordonne la fermeture des églises ariennes de Constantinople et l'exclusion des Ariens de toute fonction civile et militaire[4].
- Le trésor de Gourdon, retrouvé en Bourgogne en 1845, est enfoui pendant l'invasion franque[5].
- Une grande inondation submerge et détruit le barrage de Marib au Yémen ; il est reconstruit vers 542-543, mais sa reconstruction n’empêche pas l’abandon progressif de la ville[6].

## Naissances en 524
Pas de naissance connue.

## Décès en 524
- 1er mai : Sigismond, roi des Burgondes.
- 25 juin : Clodomir, roi des Francs.
- 23 octobre : Boèce,  philosophe et fonctionnaire italien[7].
- novembre : Ahkal Mo' Naab', ajaw maya de Palenque.